# Prologue (cyclisme)

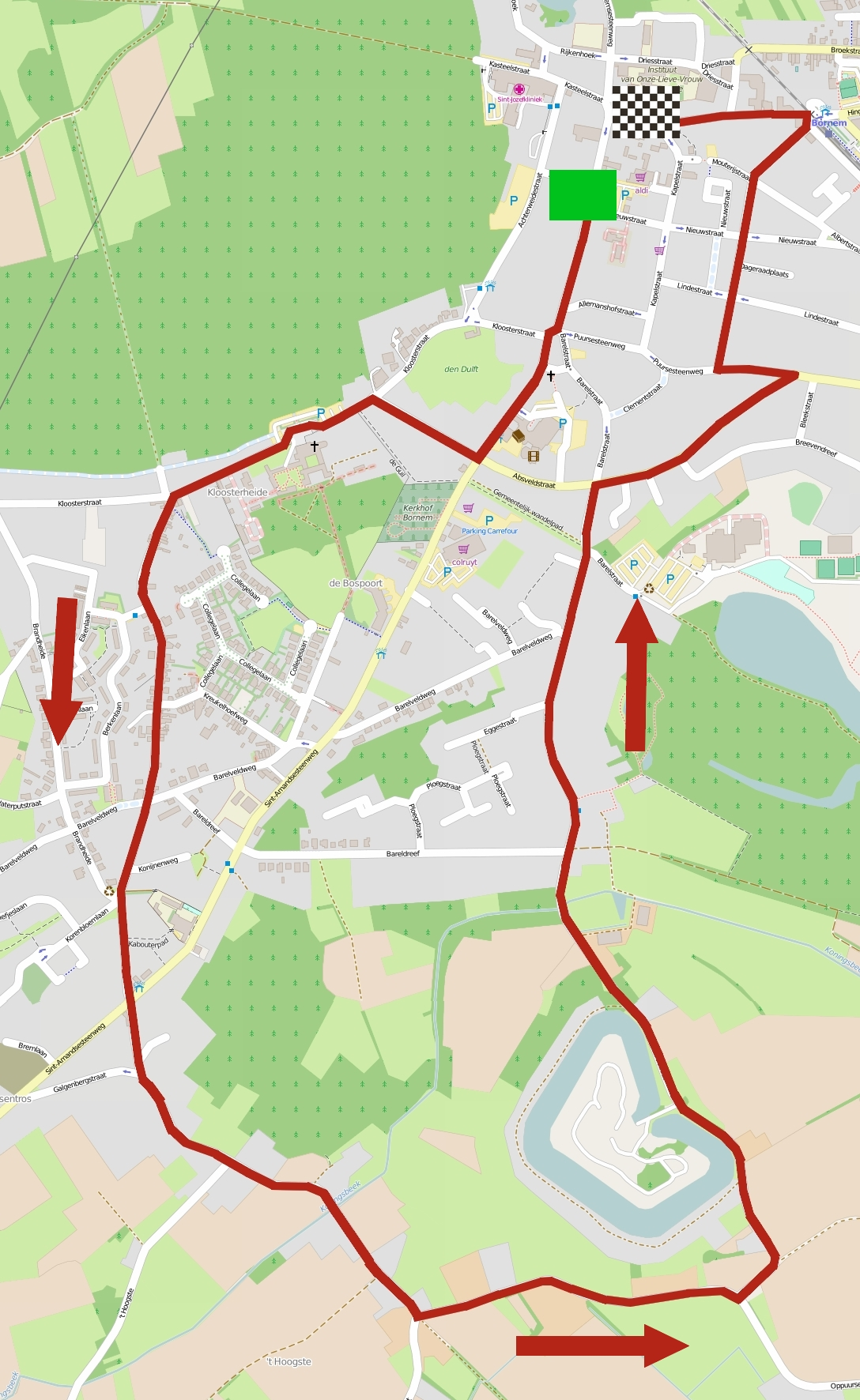
Parcours du prologue de 6.850 km du Tour de Belgique 2015, disputé à Bornem.

Un prologue en cyclisme sur route est une course contre-la-montre individuelle disputée en ouverture d'une course par étapes. Sa distance est courte : le règlement de l'Union cycliste internationale impose qu'elle soit de moins de 8 km pour les hommes élite et moins de 23 ans, et de moins de 4 km pour les femmes élite et junior et les hommes junior. Le prologue compte pour le classement général de la course par étapes dont il fait partie.
Le premier prologue a été disputé en ouverture du Tour de France 1967, à Angers. Le Tour d'Italie, qui a dû renoncer à faire disputer une course nocturne d'ouverture de 15 km quelques mois plus tôt à cause d'une manifestation, l'imite en organisant un prologue l'année suivante. La paternité de l'invention du prologue est attribuée à Jean Leulliot, qui organise plusieurs courses à l'époque. Il l'applique au Paris-Nice en 1968,,.
Le record du prologue le plus rapide est détenu par le Belge Rik Verbrugghe, vainqueur du prologue du Tour d'Italie 2001 à Pescara à une vitesse moyenne de 58,874 km/h. Il a bénéficié d'un vent favorable et d'un parcours plat et sans virage. Le précédent record de 55,152 km/h avait été établi par le Britannique Chris Boardman lors du Tour de France 1994, à Lille,.
Le tour de France ne propose toutefois plus de prologue depuis son édition 2013.